# 응옌옌
응옌옌(중국어: 黄燕燕)은 말레이시아의 여성 정치인으로 前 여성가족지역사회개발부(이하 여성부) 장관 및 관광부 장관을 지냈다. 현재는 말레이시아중국인협회(MCA)의 부총재이다. 2008년까지 MCA의 여성의장을 지냈다. 그녀는 말레이시아 역사상 첫 중국인 여성 장관이다.